# Dompropstei Magdeburg

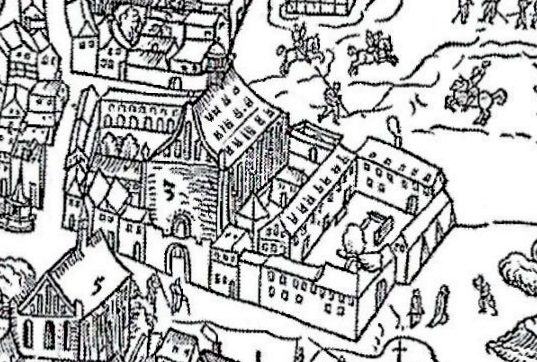
Dompropstei (rechts), auf einem Holzschnitt von 1552, Blick von Westen, (links die Nikolaikirche)

Die Dompropstei Magdeburg war die Dompropstei des Domkapitels Magdeburg am Magdeburger Dom im Erzbistum Magdeburg.

## Sitz
Ansässig war die Dompropstei in der Magdeburger Altstadt im nördlichen Teil der Westseite des Domplatzes an der Adresse Domplatz 10.

## Aufgaben
Dem Dompropst oblag die Leitung des Domkapitels und somit die Verwaltung des großen Grundbesitz des Kapitels. Schon 1325 wurden allerdings vom Kapitel Prokuratoren eingesetzt, die sowohl die Verwaltung als auch die Einnahme der Einkünfte übernahmen. Der Propst verlor diese Aufgabe völlig. Letztlich ging für ihn Sitz und Stimme im Domkapitel verloren. Zugleich wurde jedoch ein großes Propsteivermögen ausgegliedert, das der eigenen Verwaltung oblag. Der Dompropst setze hierfür Vögte ein. Zur Propstei gehörten unter anderem landwirtschaftliche Flächen in Stadtfeld, Lemsdorf und Cracau sowie Viehweiden in Rothensee.
Darüber hinaus hatte der Dompropst den jeweiligen Erzbischof in Fragen der Verwaltung der Diözese zu unterstützen. Außerdem war er als Archidiakon für die Stadt Magdeburg zuständig und hatte somit jurisdiktionelle Funktionen. Diese wurden allerdings im Spätmittelalter dann bereits zu größeren Teilen von anderen Funktionsträgern, wie Generalvikaren und Offizialen übernommen. Im 18. Jahrhundert war die Verwaltung des Erzbistums an den Domdechanten übergegangen.
Mit dem Amtsantritt von Prinz Heinrich von Preußen als Dompropst übertrug König Friedrich Wilhelm I. die Besitztümer der Propstei der Kriegs- und Domänenkammer Magdeburg zur Verwaltung. 1737 wurde die Verwaltung dann jedoch einer eigenen Kammer des Prinzen in Königs Wusterhausen übertragen. Für diese war vor Ort ein Kammerrat tätig, der für Gerichtssachen von einem Justitiar unterstützt wurde. Rechtsmittel gegen Entscheidungen des Dompropsteigerichts wurden von der Regierung in Magdeburg und in Kammerangelegenheiten von der prinzlichen Kammer bearbeitet.

## Geschichte
Entstanden ist die Dompropstei wohl mit der Gründung des Erzstifts im Jahr 968, eine erste urkundliche Erwähnung liegt aus dem Jahr 1179 vor. Vermutlich befand sich bereits im 10. Jahrhundert der Sitz der Propstei am nordwestlichen Teil des Domplatzes. Es wird angenommen, dass das Areal in der Zeit der Ottonen einen noch ausschließlich landwirtschaftlichen Charakter hatte. Es bestanden mehrere Wirtschaftshöfe, Nebengebäude und ein Haupthaus. Zum Domplatz hin bestand ein Zaun. Noch im Jahr 1690 wurden Ställe, Scheunen, Kornböden und ähnliches genannt. Die Ausdehnung des Grundstücks war, der Würde der Pröpste Rechnung tragend, weitläufig. Es umfasste weitgehend die ganze Westseite des Domplatzes und umfasste im Norden auch das Grundstück der heutigen Grünen Zitadelle. Im Süden reichte das Grundstück bis südlich der Breiten Straße, nach Westen bis zum Breiten Weg. Erzbischof Burkhard III. übereignete einen Teil des Wirtschaftshofes im Jahr 1310, mit Zustimmung des Domkapitels und des Propstes an das Nicolaistift, das hier die Nicolaikirche errichtete. 1497 erhielt das Domkapitel ein neben der Propstei gelegenes, wüstes, zuvor mit einer Schmiede bebautes Grundstück.
Ein erstes Propsteigebäude wurde vermutlich beim Stadtbrand des Jahres 1207 zerstört. Es folgte wohl noch in der ersten Hälfte des 13. Jahrhunderts der Neubau eines größeren aus Stein errichteten Hauses. Der Hof der Präpositur umfasste auch die Kapelle der Heiligen Madelberta und der Heiligen Elisabeth, die zwischen 1363 und 1385 von Propst Hermann von Werberg gebaut worden war. Ob das Herrenhaus der Propstei zunächst zum Breiten Weg oder zum Domplatz ausgerichtet war ist unsicher. 1486 war das Haus baufällig, so dass eine Erneuerung nötig wurde. Im Jahr 1361 waren insgesamt 21 Dörfer gegenüber der Dompropstei zinspflichtig.

### Neubau bis 1518
Zwischen 1486 und 1518 wurde die Propstei neu errichtet, wobei das Herrenhaus zumindest nunmehr seine Frontseite zum Domplatz ausrichtete. Begonnen wurde der Neubau mit einer Grundsteinlegung im Jahr 1486 unter Propst Melchior von Meckau, dann jedoch bereits ab 1487 von Adolf von Anhalt weitergeführt und letztlich 1518 von Propst Magnus von Anhalt abgeschlossen.
Von der Fertigstellung und Ausstattung der Propstei kündeten Inschriften aus den Jahren 1517 und 1518, die an den Giebeln der Propstei angebracht waren. Oberhalb des Portals befand sich in der Überwölbung ein Quaderstein, der vom Vorgängerbau stammte und eine Bauinschrift trug, die jedoch nicht überliefert ist.
Diese Präpositur war ein verhältnismäßig kleiner Prälatensitz. Das Gebäude nahm den größten Teil der Westseite des Domplatzes ein und war Teil eines rechteckig angelegten Wirtschaftshofes. Das Hauptgebäude befand sich im Bereich der später entstandenen Breiten Straße. Es bestand ein steinerner, in Teilen mit Rippengewölben versehener Unterbau im Stil der Spätgotik. Der obere Teil war in Fachwerkbauweise erstellt und kragte vermutlich vor. Wie es auch bei Bürgerhäusern der Zeit üblich war, war die Fassade bunt bemalt. Die überlieferte Fertigungsinschrift verwies auf angebrachte Malereien, die von Magnus von Anhalt in auftraggegeben worden waren. Im Erdgeschoss befand sich eine Hofstube mit getäfelter Decke. Im oberen Geschoss befand sich das Herrengemach, die bunte Stube und weitere Räume. Es bestanden farbige hölzerne Täfelungen sowie Deckenmalereien. Auf der Nordseite des Wirtschaftshofes lag die Kustodie sowie das Kornschreiberhaus und zwei weitere Nebengebäude. Zum Breiten Weg hin befand sich das Brauhaus. Zum Anwesen führten zwei in massiver Bauweise errichtete Eingänge, die jeweils mit Wappen verziert waren. Der Eingang zum Gehöft war mit behauenen Keilstücken, steinernen Bänken und dem Wappen des Propstes Melchior von Meckau versehen. Der andere Eingang führte direkt zum Herrenhaus und zeigte das Wappen des Propstes Magnus von Anhalt
Die ab 1585 amtierenden Pröpste aus anderen Regionen Deutschlands werden häufig nicht in der Dompropstei anwesend gewesen sein. Die eigentlichen Dienstgeschäfte oblagen einem Kammerrat, der in der Dompropstei auch eine Dienstwohnung hatte. In der Mitte des 17. Jahrhunderts befand sich stadteinwärts das Wohngebäude des propsteilichen Prokurators. Dieses Haus erwarb im Jahr 1712 Herzog Heinrich, 1715 gehörte es dem propsteilichen Oberamtmann Johann Friedrich Schwarz.
Bei der Zerstörung Magdeburgs im Jahr 1631 blieb die Propstei in Teile erhalten. Der obere in Fachwerkbauweise errichtete Teil brannte ab, die massiven Bauteile blieben jedoch erhalten. Zerstört wurden auch viele der Nebengebäude und wohl auch eine Andreaskapelle, die sich auf der Südseite der Nikolaikirche befand. Die Brandlinie verlief unmittelbar über das Gelände der Propstei. Ursächlich soll ein Eingreifen Tillys gewesen sein, der seine Soldaten und zusammengetriebene Magdeburger Bürger zum Feuerlöschen bei den Häusern des Domplatzes aufbrachte, um so den Magdeburger Dom zu retten. In einem Nebengebäude zum Breiten Weg hin befand sich während der Belagerung von 1631 eine Bäckerei, im Haus daneben eine Brauerei. Nach der Zerstörung der Stadt wurde hier zuerst wieder gebacken und gebraut.
Zwischen 1652 und 1661 wurden die Schäden an der Propstei unter Propst Franz, Herzog von Lothringen, ausgebessert.

### Neubau ab 1706

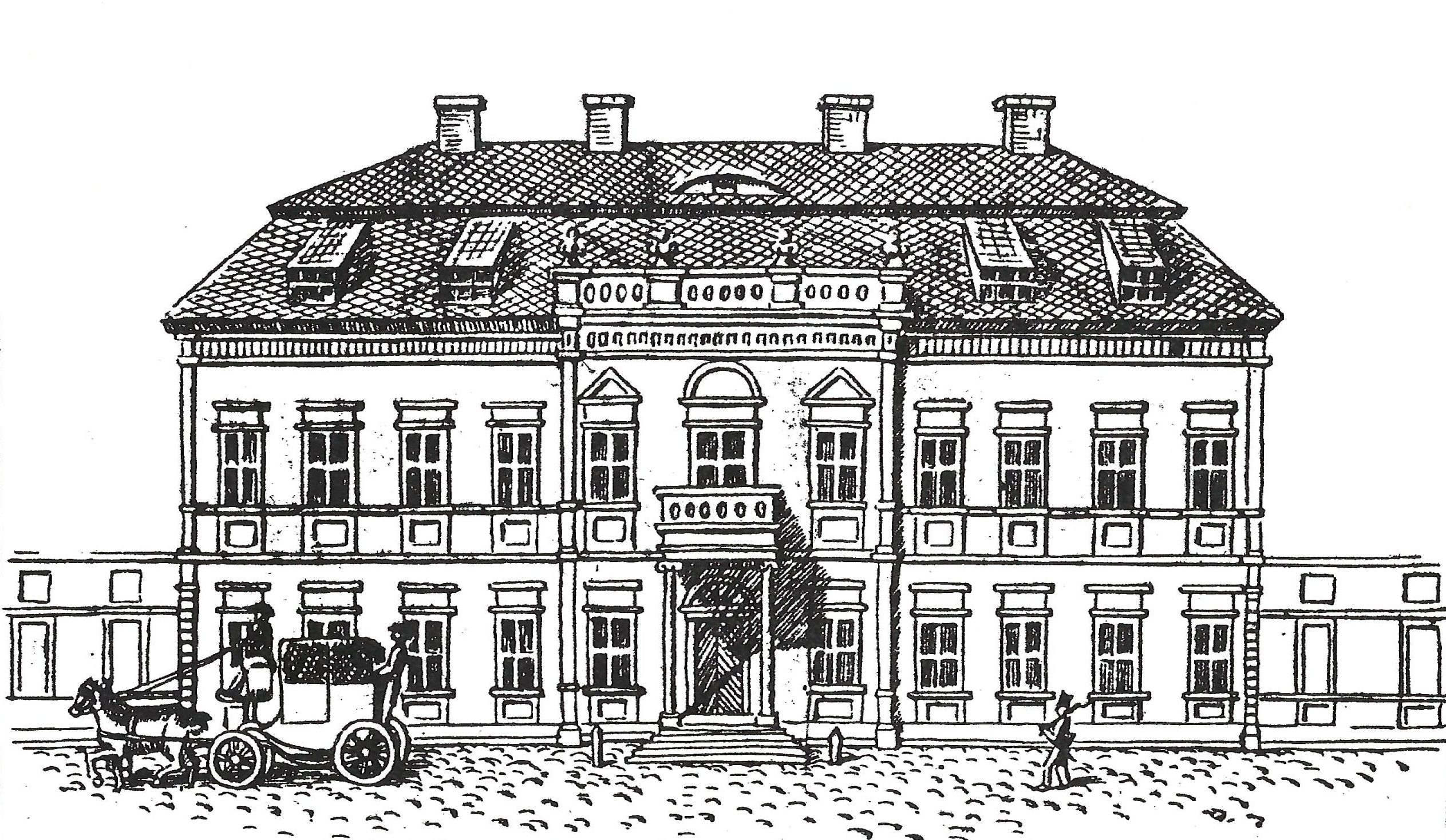
Ehemalige Dompropstei im Jahr 1830

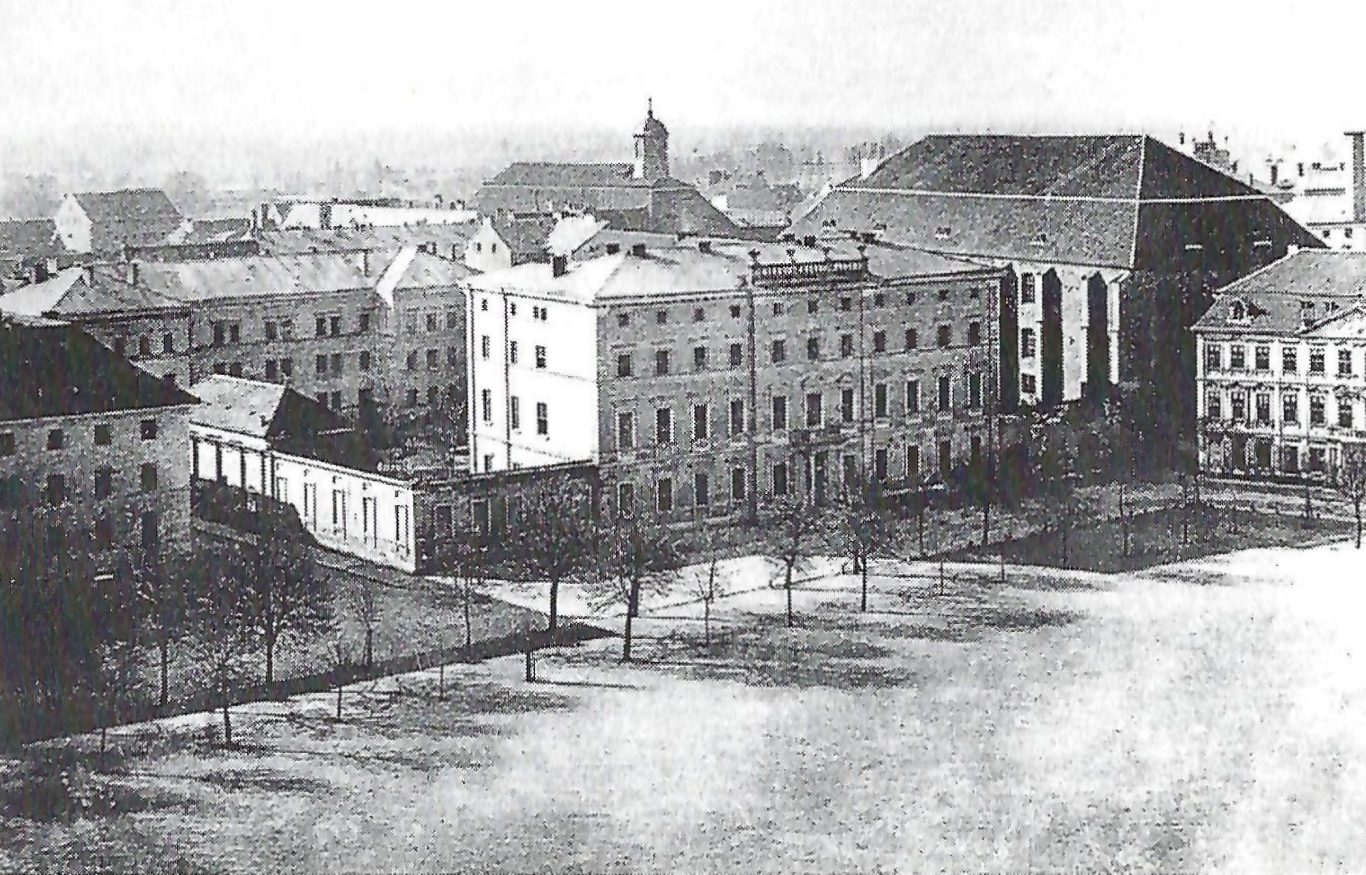
Garnisonslazarett, vermutlich in den 1880er Jahren

Ab März 1706 ließ Propst Herzog Heinrich von Sachsen-Barby die baufällige Präpositur abreißen und trat den südlichsten Teil des Propsteigrundstücks im Rahmen eines Tauschs mit dem Grundstück Breiter Weg 1/2 an den König ab. Der Abriss betraf auch die Propsteikapelle. Bis 1713 entstanden an gleicher Stelle neue Gebäude, darunter auch ein palastartig angelegtes zweigeschossiges Herrenhaus. Dabei wurden die Giebel der Vorgängerbebauung weiter genutzt. Der Neubau begann bereits 1706. Die Fassade des Hauses war elfachsig ausgebildet. Die mittleren drei Achsen waren in einem erhöhten Mittelrisaliten zusammengefasst, der über eine breite Attika verfügte. Als Verzierungen befanden sich an den Ecken und am Risaliten genutete Lisenen sowie am Hauptgeschoss Pilaster. Die Fensterverdachungen bestanden aus geraden Stürzen, nur im Bereich des Mittelrisaliten bestanden zwei kleine Dreiecksgiebel und ein Segmentbogen. Das mittig angeordnete Eingangsportal befand sich unterhalb eines schlichten, vorgelagerten Säulenvorbaus mit zwei ionischen Säulen, der im Obergeschoss einen Balkon bildete. Bedeckt war der Bau von einem gebrochenen Walmdach, dessen Höhe in etwa der eines der Hauptgeschosse entsprach. Auf dem Dach befanden sich mehrere Gauben und vier breite Schornsteine, deren Anordnung der der vier Vasen auf der Mittelvorlage entsprach. Zum Domplatz nach Osten und zur Breiten Straße nach Süden befand sich eine Mauer die in Verbindung zu den Nebengebäuden den Hofraum der Dompropstei umschloss. Die Mauer reichte bis zum oberen Gesims des Erdgeschosses. An ihr war die Fenstergliederung des Hauses mit Blendrahmen nachgebildet. Architekt des Hauses war Hauptmann C. Gerlach, der zumindest bis Februar 1707 tätig war. Seine Pläne sollen auf Skizzen des Weißenfelder und Barbyer Baumeister Christoph Pizzler. Auffällig ist die Ähnlichkeit des Vorbaus  mit der der Portalhalle des Barbyer Schlosses. Dann übernahm im Auftrag von Gerlach Oberstleutnant von Börstell, der die Bauleitung übernahm. Im Oktober 1707 wurde bereits Steinmetz Johann Georg Trippel für die Vasen auf dem Hauptgesims bezahlt. Zu diesem Zeitpunkt dürfte der Rohbau weitgehend fertiggestellt gewesen sein. Zu den Baumeistern gehörte Giovanni Simonetti, auf den auch üppige Stuckverzierungen an den Zimmerdecken zurückgingen. Er übernahm ab Mai 1708 die Bauleitung und war auch als Stukkateur tätig. Seine Tätigkeit erstreckte sich bis 1712. Im Jahr 1713 war der Bau fertiggestellt. Weitere Stuckateure waren Sebastian Perlascha, Johann Friedrich Schmitt, Antoni Taliatta und Johann Dietrich Sommer. Die im Haus 1709 bis 1711 angelegte Treppe war ein Werk des Holzbildhauers Francisco Charton. Als Maurermeister war Eilwert, als Zimmermeister Johann Christoph Schmidt und als Bauaufsicht Andreas Heintze tätig. Bei späteren Reparaturen im Jahr 1726 wirkte Charton als Bauverwalter. Als weitere besondere Ausstattungselemente waren Kamine, vergoldete Türen, goldene Spiegelrahmen und grüngoldene Fensterbekleidungen.
König Friedrich Wilhelm I. beschlagnahmte nach dem Tod von Propst Heinrich von Sachsen die Propstei und sämtlich zugehörigen Grundstücke. Er machte die Dompropstei zu einem Apanagegut für Prinzen seines Hauses. Insgesamt betrugen die Einkünfte der Präpositur 15.000 Taler. Ab 1728 wurden so nur noch preußische Prinzen Dompröpste in Magdeburg. Im Haus wurden im 18. Jahrhundert nun auch häufig fürstliche Besucher Magdeburgs untergebracht, so auch Friedrich II., Mitglieder des preußischen Königshauses, Verwandte des Herzogs Ferdinand von Braunschweig und der Erbstatthalter von Oranien, Herzog Franz Stephan von Lothringen. Zuletzt lebte ab 1795 Prinz Louis Ferdinand, zunächst als Chef des Infanterieregiments Nr. 20 ab 1802 dann als Propst, im Haus und gab auch viel beachtete Feste. 1743 wurde das Haus gelb gestrichen, so dass es farblich den anderen Häusern am Domplatz entsprach.

### Nutzung als Lazarett

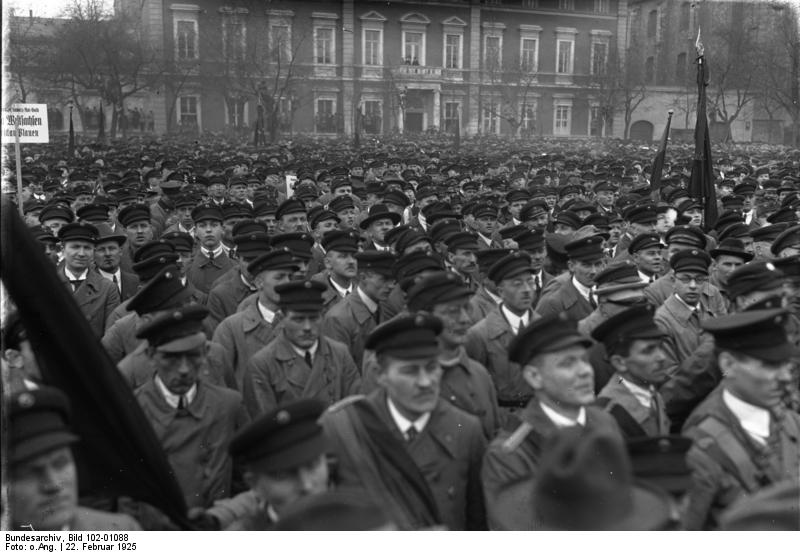
Demonstration auf dem Domplatz im Jahr 1925, im Hintergrund die ehemalige Dompropstei

Nach der französischen Besetzung Magdeburgs ordnete der französische Lazarettdirektor Dukastell am 18. November 1806 die Räumung der gesamten Propstei an. Die Möbel des verstorbenen Prinzen wurden im Rittersaal des hinter dem Dom gelegenen Kapitelhaus des Domkapitel am heutigen Remtergang eingelagert und dann später versteigert. Die Propstei wurde dann als Militärlazarett genutzt. Es fanden zahlreiche Umbauten statt. So entstanden ein Apothekerraum, Badezimmer, eine Leichenkammer und weitere Lazaretträumlichkeiten. Das Gebäude wurde dadurch deutlich verändert und verlor so viel von seiner Pracht. Das schon 1631 als Bäckerei bestehende Nebengebäude erhielt zum Breiten Weg hin Fenster. 1810 wurde die Dompropstei auch formal aufgehoben. Nach Ende der französischen Besatzung und des Königreichs Westphalen ging das Objekt in den Besitz des preußischen Staats über. Die Nutzung als Lazarett wurde, dann durch preußisches Militär, fortgesetzt. 1846 fand ein weitgehender Umbau inklusive Aufstockung eines zweiten Obergeschosses und eines Mezzanin statt, um so weitere Räumlichkeiten zu schaffen. Zum Breiten Weg hin wurde ein bereits 1835 entworfener neuer Flügel errichtet, dessen Fassade in einem kräftigen Rustikastil gestaltet war. Die Umbauten im Inneren beruhten auf Plänen aus dem Jahr 1839. Der König benannte als oberen beratenden Architekten Karl Friedrich Schinkel, wie weit er jedoch tatsächlich eingriff ist unklar. Die Umbauten waren tiefgreifend, so wurden Stuckarbeiten von Giovanni Simonetti und auch die Treppe Chartons entfernt. Die Enfiladen der ehemaligen Fürstengemächer wurden durchbrochen, um breite Flure anzulegen.
Ab 1881 trug das Haus die Bezeichnung Garnisonlazarett. Als Lazarett war es letztlich bis 1920 in Nutzung.

### Nutzung nach 1920

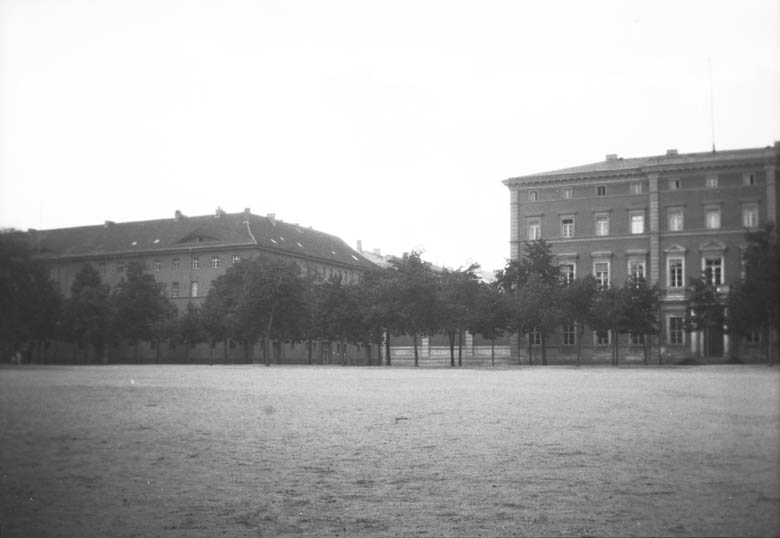
Blick vom Domplatz auf den Bereich der ehemaligen Dompropstei im Jahr 1927

1923 fanden erneute Umbauten statt, um im Gebäude die Wasserstraßendirektion und das Kanalbauamt unterzubringen. Ab 1925 befand sich im Haus die Elbstrombauverwaltung. Später saß im Gebäude noch das Oberfinanzpräsidium sowie das Wasserstraßenamt II. Bis 1928 war noch die historische Grundstückseinfriedung aus der Zeit der Neuerrichtung des Hauses ab 1706 erhalten.
Am 16. Dezember 1936 erfolgte ein Eigentumswechsel von der Reichsschatzverwaltung hin zur Reichsfinanzverwaltung des Deutschen Reichs. 1939 befand sich im Gebäudeflügel am Breiten Weg die Zoll-Lehranstalt.
Während des Zweiten Weltkriegs wurde das Haus 1945 zerstört. In der Zeit der DDR entstand ab 1962, nach einem Entwurf des VEB Hochbauprojektierung und des Stadtbauamtes Magdeburg, ein fünfgeschossiger Appartementblock in Plattenbauweise. Der 150 Meter lange Bau nahm in seinem nördlichen Teil auch den Bereich des ehemaligen Zeughauses ein. Nach der friedlichen Revolution des Jahres 1989 wurde der Bau letztlich abgerissen und durch einen modernen Bürobau ersetzt, in dem sich die Magdeburger Filiale der Nord LB befindet. Der Bau war von der Architektin Julia Bolles-Wilson aus Münster entworfen worden. Seine Fassaden bestehen aus Quarzit-Natursteinplatten, Glas und Metall. Die Fensterteilung soll an schmale Barockfenster erinnern. Zuvor fanden 2003 Ausgrabungen statt, bei denen Reste eines Wirtschaftsgebäudes und das Hofpflaster gefunden worden.

## Inschriften
Für die Gebäude der Dompropstei sind mehrere historische Inschriften belegt.
Über dem Eingang des ab 1486 entstandenen dritten Propsteigebäudes befand sich ein Wappenstein des Propstes Melchior von Meckau mit der Jahreszahl 1486. Das Wappen zeigte drei charakteristische schaufelförmige Gebilde. Beim Abriss des Hauses im Jahr 1706 wurde der Stein abgenommen. Über den weiteren Verbleib fehlen jedoch Nachrichten.
An einem auf dem Hof befindlichen, nach Osten weisenden Giebel befand sich nach dem bis 1517 erfolgten Neubau die lateinische Inschrift in gotischen Minuskeln:
An einem Nordgiebel, in dem sich eine vom Breiten Weg aus erreichbare Tür befand, stand die Inschrift:
An einem kleineren Gebäude stand der Name magnus, wobei jeder Letter in einen gesonderten Stein gehauen war. Zu einem nicht bekannten Zeitpunkt gingen die Steine verloren. Außerdem bestand eine Darstellung eines Wappens des Magnus von Anhalt. Darüber hinaus gab es in Stein gehauene fürstlich anhaltinische Wappen über den Eingängen zur Propstei und des Hofs. Nach Norden an einem Nebengebäude waren die Wappen der Dompröpste Joachim Friedrich, Herzog von Liegnitz und Eitel Friedrich von Hohenzollern vermauert, die auch noch Anfang des 19. Jahrhunderts vorhanden waren. Der Wappenstein Eitel Friedrich von Hohenzollerns trug, geteilt durch das Oberwappen, die Inschrift ANNO 1621. Er befand sich zunächst am Bau von 1518, wurde dann jedoch auch beim Neubau wieder angebracht.

## Liste der Dompröpste
Die Dompröpste waren die höchsten Dignitare des Domkapitels und wurden vom Kapitel gewählt. Allerdings war dieses Wahlrecht umstritten und wurde letztlich im Spätmittelalter päpstlicherseits unterbunden, so dass dann Kandidaten des Papstes eingesetzt wurden. Auch nach Einführung der Reformation in Magdeburg im Jahr 1524 blieben die Dompröpste zunächst katholisch. 1661 setzte sich das evangelische gewordene Domkapitel dann auf Veranlassung des Administrators August von Sachsen über die päpstlichen Rechte hinweg und setzte Augusts Sohn, der ebenfalls August hieß als Propst ein. Auf ihn folgte sein Bruder Heinrich. Nachdem 1711 erstmals ein Prinz der Hohenzollern Propst wurde, war das Amt ab 1728 Apanage für jüngere Prinzen des Hauses, so dass das domkapitel sein Wahlrecht wieder verloren hatte. Der letzte Dompropst war Prinz Louis-Ferdinand von Preußen. Er fiel 1806. Nach ihm wurde die Dignität nicht mehr verliehen und 1810 letztlich aufgehoben.
Folgende Personen waren Dompröpste:
- Adaldagus, 970–981 ? (spätestens 981 verstorben)
- Waltard (auch Waltherdus oder Dodiko), 984–1012
- Reding, 1012–1015 (verstarb am 5. August 1015)
- Geddo, 1016–?
- Friedrich von Wettin, ?–1063
- Siegfried, um 1090
- Bruno, um 1100
- Eckehard, um 1102/1108
- Friedrich, 1125–1135
- Gerhard, 1136–1161 († 13. April 1161)
- Otto, 1161–1168 ? (zumindest bis 1168 im Amt)
- Rocker 1170–1197
- Albrecht von Kevernburg (auch Albertus), 1200–1205
- Walther (von Arnstein ?), 1207–1211
- Otto, 1211 oder 1212–1225
- Wildbrand von Kevernburg, 1225–1235
- Albrecht, 1235 ? – 1238
- Albrecht von Wernigerode, 1238 oder 1239–1264 (1265?)
- Albrecht von Arnstein, 1265–1270
- Albrecht von Arnstein, 1270–1294 (möglicherweise waren zwei gleichnamige Pröpste nacheinander im Amt)
- Bernhard von Wölpe, 1295–1310
- Gebhard von Querfurt, (1310) 1311–1314, 1321–1323
- Gebhard von Schraplau, 1314–1320
- Heinrich von Stolberg, 1314–1342 (1343)
- Ludwig von Henneberg, 1343–1356
- Gerhard von Schwarzburg, 1356–1363
- Hermann von Werberge, 1363–1385
- Broze von Schraplau, 1385–1394
- Heinrich von Werberg, 1394–1407
- Lippold von Steinbeck, 1407–1409
- Meinhard von Wernigerode, 1409
- Siegfried von Hoym, 1409–1430
- Burchard von Werberg, 1431–1437
- Gunzel von Bartensleben, 1437–1443
- Arnd Treskow, 1443–1463
- Tile von Trote, 1464–1466
- Stephan von Baiern, 1468–1479
- Melchior von Meckau, 1479–1487
- Adolf von Anhalt, 1487–1516
- Magnus von Anhalt, 1516–1524 († 29. Oktober 1524)
- Georg III. von Anhalt-Plötzkau, 1526–1553 († 17. Oktober 1553)
- Wilhelm Böcklin von Böcklinsau, 1554–1585 († 14. Oktober 1585)
- Joachim Friedrich, Herzog von Liegnitz, 1585–1602 († 16. März 1602)
- Ernst, Herzog von Baiern, 1602–1612 († 17. Februar 1612)
- Eitel Friedrich von Hohenzollern, 1612–1625 († 19. September 1625)
- Ferdinand Wilhelm, Herzog von Baiern, 1626–1629 († 23. Oktober 1629)
- Maximilian Heinrich, Herzog von Baiern, 1630–1652 (im Februar 1652 zurückgetreten)
- Franz, Herzog von Lothringen, 1652–1661, Bischof von Verdun
- August von Sachsen-Weißenfels, 1661–1674 (gewählt im Alter von zehn Jahren) († 11. August 1674)
- Heinrich von Sachsen-Weißenfels, 1674–1728 († 16. Februar 1728)
- Christian Ludwig von Brandenburg-Schwedt, 1728–1734 († 3. September 1734)
- Friedrich Heinrich Ludwig von Preußen, 1734–1802 († 3. August 1802)
- Louis Ferdinand von Preußen, 1802–1806 († 10. Oktober 1806)

Von 1806 bis 1810 war das Amt vakant und wurde dann aufgehoben.